# Transformada de Hankel

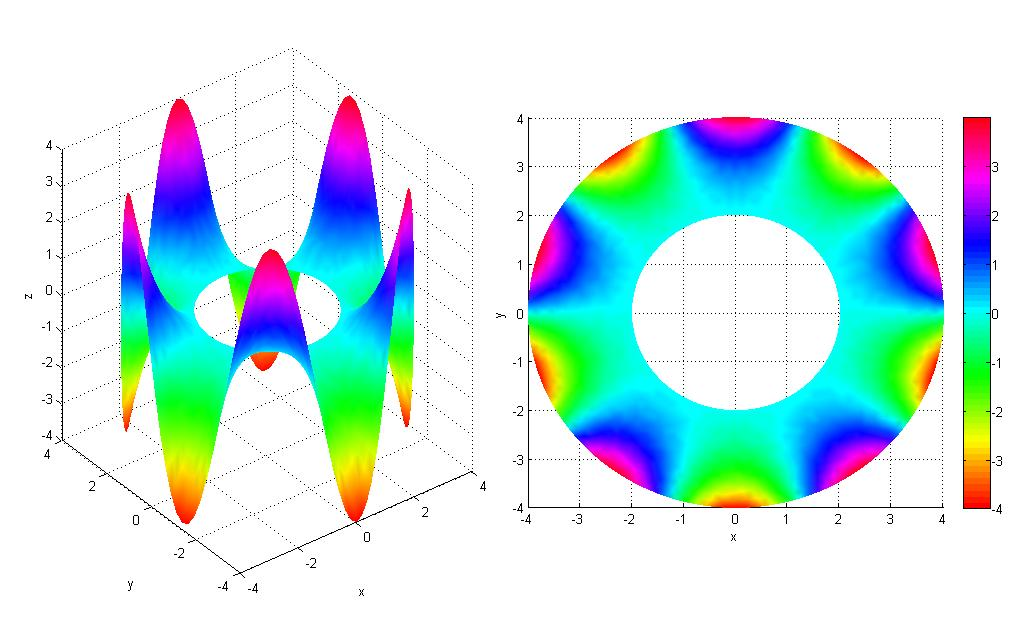
A transformada de Hankel pode ser usada na solução da equação de Laplace.

Em matemática, a transformada de Hankel é uma transformada integral bastante relacionada com a transformada de Fourier multidimensional, proposta pelo matemático alemão Hermann Hankel (ver também Lista de transformadas relacionadas à transformada de Fourier). Encontra aplicação na análise de problemas em que se verifica simetria em duas ou mais dimensões, permitindo a substituição de coordenadas cartesianas pelo raio polar; por exemplo, em duas dimensões, faz-se
{\displaystyle r\;=\;{\sqrt {x^{2}\;+\;y^{2}}}}
e escreve-se f(r) em lugar de f(x,y), diminuindo-se a complexidade do problema. Um bom exemplo é a equação de Laplace, geralmente uma equação diferencial parcial em x e y, e que se torna uma equação diferencial ordinária em r quando expressa em coordenadas cilíndricas (ver exemplos).
Essa transformada é também conhecida como Transformada de Bessel, uma vez que o núcleo da transformação consiste em uma função de Bessel de primeira espécie.
A Transformada de Hankel relaciona-se de forma interessante com a Transformada de Fourier e a Transformada de Abel por meio do Teorema da projeção de fatia. As transformadas de transformada de Radon e de Tchebychev também podem ser relacionadas à transformada de Hankel (ver detalhes abaixo).

## Definição

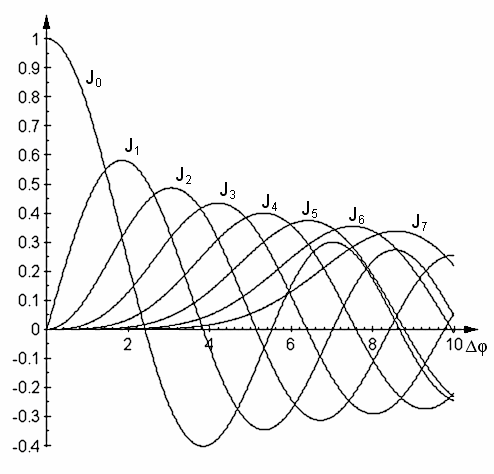
O núcleo da transformada de Hankel é uma função de Bessel do primeiro tipo.

A transformada de Hankel de ordem ν de uma função f(t) é dada por:
{\displaystyle K_{\nu }(u)\;=\;{\mathcal {K}}_{\nu }\{f(t)\}\;=\;2\pi \int _{0}^{\infty }f(t)\cdot t\cdot J_{\nu }(2\pi ut)\;dt\;\;\;\;\;(1a)}

onde Jν é a função de Bessel de primeira espécie de ordem ν, com ν ≥ −1/2. A transformada inversa de Hankel é dada por:
{\displaystyle f(t)\;=\;{\mathcal {K}}_{\nu }^{-1}\{K_{\nu }(t)\}\;=\;2\pi \int _{0}^{\infty }K_{\nu }(u)\cdot u\cdot J_{\nu }(2\pi ut)\;du\;\;\;\;\;(1b)}

Verifica-se, assim, que a transformada é a sua própria inversa, o que se chama, em matemática, uma involução.

Em espaços multidimensionais, sob condições de simetria, a transformada de Hankel de dimensão n é dada por:
{\displaystyle K_{\nu }(u)\;=\;{\frac {2\pi }{u^{\nu }}}\;\int _{0}^{\infty }f(t)\cdot t^{\frac {n}{2}}\cdot J_{\nu }(2\pi ut)\;dt\;\;\;\;\;(2a)}

com
{\displaystyle \nu \;=\;{\frac {n}{2}}\;-\;1\;\;\;e\;\;\;n=1,2,3...\;\;\;\;\;(2b)}
Em duas dimensões (n = 2), obtém-se a transformada de Hankel tradicional. Em uma dimensão (n = 1), obtém-se a Transformada de Fourier, após aplicarem-se as identidades
{\displaystyle J_{\frac {1}{2}}(x)\;=\;\left({\frac {2}{\pi x}}\right)^{\frac {1}{2}}\sin(x)\;\;\;e\;\;\;J_{-{\frac {1}{2}}}(x)\;=\;\left({\frac {2}{\pi x}}\right)^{\frac {1}{2}}\cos(x)\;\;\;\;\;(2c)}

### Definições alternativas
Definições ligeiramente diferentes podem ser encontradas na literatura especializada. Por exemplo, Howell (2000) e Piessens (2000) adotam as formas seguintes para a transformada e sua inversa:
{\displaystyle K_{\nu }(u)\;=\;\int _{0}^{\infty }f(t)\cdot t\cdot J_{\nu }(ut)\;dt\;\;\;\;\;(1c)}
{\displaystyle f(t)\;=\;\int _{0}^{\infty }K_{\nu }(u)\cdot u\cdot J_{\nu }(ut)\;du\;\;\;\;\;(1d)}

Bracewell (2000) e Deans (2000) adotam a convenção preferida neste verbete.

### Condições de existência
São condições suficientes (embora não necessárias) para a existência da integral (1a):
- que, para valores crescentes de t, f(t) decresça conforme {\displaystyle t^{-k}}, com {\displaystyle k>{\frac {3}{2}}}
- que f'(t) seja contínua por partes no intervalo [0,∞] e
- que {\displaystyle f(t)={\frac {f(t+)\;+\;f(t-)}{2}}} para todo t.

## Propriedades

### Derivada
{\displaystyle {\mathcal {K}}_{\nu }\{f'(t)\}\;=\;u\left[{\frac {\nu \;+\;1}{2\nu }}K_{\nu -1}(u)\;+\;{\frac {\nu \;-\;1}{2\nu }}K_{\nu +1}(u)\right]\;\;\;\;\;(3a)}

### Dilatação do eixo
{\displaystyle {\mathcal {K}}_{\nu }\{f(at)\}\;=\;{\frac {1}{a^{2}}}K_{\nu }\left({\frac {u}{a}}\right)\;\;\;\;\;(3b)}

### Divisão por t
{\displaystyle {\mathcal {K}}_{\nu }\left\{{\frac {1}{t}}\cdot f(at)\right\}\;=\;{\frac {u}{2\nu }}\left[K_{\nu -1}(u)\;+\;K_{\nu +1}(u){\frac {}{}}\right]\;\;\;\;\;(3c)}

### Multiplicação por u
{\displaystyle {\mathcal {K}}_{\nu }\left\{{\frac {1}{t^{1+\nu }}}\cdot {\frac {d}{dt}}\left[t^{1+\nu }\cdot f(t){\frac {}{}}\right]\right\}\;=\;uK_{\nu +1}(u)\;\;\;\;\;(3d)}
{\displaystyle {\mathcal {K}}_{\nu }\left\{{\frac {1}{t^{1-\nu }}}\cdot {\frac {d}{dt}}\left[t^{1-\nu }\cdot f(t){\frac {}{}}\right]\right\}\;=\;-uK_{\nu -1}(u)\;\;\;\;\;(3e)}

### Operador diferencial de Bessel
Se {\displaystyle \lim _{r\to \infty }f(r)\;=\;0}, então
{\displaystyle {\mathcal {K}}_{\nu }\{\Delta _{\nu }\cdot f(r)\}\;=\;-u^{2}K_{\nu }(u)\;\;\;\;\;(3f)}

onde Δν é o operador diferencial de Bessel:
{\displaystyle \Delta _{\nu }\;=\;\left[{\frac {d^{2}}{dr^{2}}}\;+\;{\frac {1}{r}}{\frac {d}{dr}}\;-\;\left({\frac {\nu }{r}}\right)^{2}\right]\;=\;\left[{\frac {1}{r}}{\frac {d}{dr}}r{\frac {d}{dr}}\;-\;\left({\frac {\nu }{r}}\right)^{2}\right]}

### Teorema de Parseval
O teorema de Parseval tem uma fora ligeiramente alterada com relação a outras transformadas conhecidas, devido à geometria radial.
{\displaystyle \int _{0}^{\infty }t\cdot f(t)\cdot g(t)\;dt\;=\;\int _{0}^{\infty }u\cdot {\mathcal {K}}_{\nu }\{f(t)\}\cdot {\mathcal {K}}_{\nu }\{g(t)\}\;du\;\;\;\;\;(3g)}

Também é relevante a propriedade
{\displaystyle \int _{0}^{\infty }t\cdot f(t)\cdot g^{*}(t)\;dt\;=\;\int _{0}^{\infty }u\cdot {\mathcal {K}}_{\nu }\{f(t)\}\cdot \left[{\mathcal {K}}_{\nu }\{g(t)\}\right]^{*}\;du\;\;\;\;\;(3h)}

onde o símbolo * indica o conjugado complexo.

### Convolução
{\displaystyle {\mathcal {K}}_{\nu }\{f(t)\;*\;g(t)\}\;=\;2\pi \cdot {\mathcal {K}}_{\nu }\{f(t)\}\cdot {\mathcal {K}}_{\nu }\{g(t)\}\;\;\;\;\;(3i)}
{\displaystyle {\mathcal {K}}_{\nu }\{f(t)\cdot g(t)\}\;=\;{\frac {1}{2\pi }}\cdot {\mathcal {K}}_{\nu }\{f(t)\}\;*\;{\mathcal {K}}_{\nu }\{g(t)\}\;\;\;\;\;(3j)}

### Momentos
{\displaystyle K_{0}(0)\;=\;2\pi \int _{0}^{\infty }t\cdot f(t)\;dt\qquad (3k)}
{\displaystyle \left.{\frac {d}{du}}K_{0}(u)\right|_{u=0}\;=\;-4\pi ^{3}\int _{0}^{\infty }t^{3}\cdot f(t)\;dt\qquad (3l)}
{\displaystyle f(0)\cdot K_{0}(0)\;=\;4\pi ^{2}\left[\int _{0}^{\infty }t\cdot f(t)\;dt\right]\cdot \left[\int _{0}^{\infty }u\cdot F(u)\;du\right]\qquad (3m)}

### Relação com outras transformadas
A transformada de Hankel se relaciona com a transformada de Radon bidimensional {\displaystyle {\mathcal {R}}} por meio da seguinte expressão, em forma de operadores:
{\displaystyle {\mathcal {K}}_{\nu }\;=\;\left({\frac {1}{(-i)^{\nu }\cdot e^{i\nu \theta }}}\right)\;{\mathcal {F}}\;{\mathcal {R}}\;\;\;\;\;(3n)}

Uma expressão similar vale para a transformada de Tchebychev {\displaystyle {\mathcal {T}}}
{\displaystyle {\mathcal {K}}_{\nu }\;=\;(i)^{\nu }\;{\mathcal {F}}\;{\mathcal {T}}\;\;\;\;\;(3o)}

A transformada de Hankel de ordem 0 relaciona-se com as transformadas de Fourier e de Abel conforme a expressão conhecida como ciclo (ou anel) de transformadas de Abel-Fourier-Hankel:
{\displaystyle {\mathcal {K}}_{0}{\mathcal {F}}{\mathcal {A}}\;=\;{\mathcal {I}}\qquad (3p)}

onde o operador {\displaystyle {\mathcal {A}}} denota a transformada de Abel e {\displaystyle {\mathcal {I}}}, a transformada identidade. Cumpre lembrar que a função bidimensional f(x,y), implícita na fórmula, precisa ser circularmente simétrica para que a transformação de Abel possa ser aplicada.

## Outras transformações relacionadas

### Transformada Finita de Hankel
A Transformada Finita de Hankel é definida como:
{\displaystyle {\mathcal {K}}_{\nu }^{F}\{f(t)\}\;=\;K_{\nu }^{F}(\alpha )\;=\;\int _{0}^{1}f(t)\cdot t\cdot J_{\nu }(\alpha t)\;dt\;\;\;\;\;\;(4a)}

onde α é um zero positivo da função Jν(x). Se, por outro lado, α for um zero positivo da função g(x) = hJν(x) + xJ'ν(x), onde h é uma constante qualquer não-negativa, a equação (4a) define a chamada Transformada Finita de Hankel Modificada, KνM.
Uma notação usual para o n-ésimo zero da função Jν(x) é jν,n; uma notação usual para o n-ésimo zero da função hJν(x) + xJ'ν(x) é βν,n,h (ou mesmo apenas βν,n). Para h=0, α passa a ser um zero positivo da função J'ν(x), usualmente denotado por j'ν,n.
As transformações inversas são obtidas através das fórmulas
{\displaystyle f(t)\;=\;2\sum _{n=1}^{\infty }{\frac {K_{\nu }^{F}(\alpha )\cdot J_{\nu }(\alpha t)}{J_{\nu +1}^{2}(\alpha )}}\;=\;2\sum _{n=1}^{\infty }{\frac {K_{\nu }^{F}(j_{\nu ,n})\cdot J_{\nu }(j_{\nu ,n}\cdot t)}{J_{\nu +1}^{2}(j_{\nu ,n})}}\;\;\;\;\;(4b)}

e
{\displaystyle f(t)\;=\;2\sum _{n=1}^{\infty }{\frac {K_{\nu }^{M}(\alpha )\cdot \alpha ^{2}\cdot J_{\nu }(\alpha t)}{(h^{2}\;+\;\alpha ^{2}\;-\;\nu ^{2})\cdot J_{\nu }^{2}(\alpha )}}\;=\;2\sum _{n=1}^{\infty }{\frac {K_{\nu }^{M}(\beta _{\nu ,n,h})\cdot \beta _{\nu ,n,h}^{2}\cdot J_{\nu }(\beta _{\nu ,n,h}\cdot t)}{(h^{2}\;+\;\alpha ^{2}\;-\;\nu ^{2})\cdot J_{\nu }^{2}(\beta _{\nu ,n,h})}}\;\;\;\;\;(4c)}

A propriedade importante dessas transformadas é a seguinte:
{\displaystyle {\mathcal {K}}_{\nu }^{F}\{\Delta _{\nu }\cdot f(r)\}\;=\;-\alpha ^{2}K_{\nu }^{F}(\alpha )\;-\;\alpha \cdot f(1)\cdot J_{\nu }'(\alpha )\;+\;f'(1)\cdot J_{\nu }(\alpha )\;\;\;\;\;(4d)}
{\displaystyle {\mathcal {K}}_{\nu }^{M}\{\Delta _{\nu }\cdot f(r)\}\;=\;-\alpha ^{2}K_{\nu }^{M}(\alpha )\;+\;h\cdot f(1)\cdot J_{\nu }(\alpha )\;+\;f'(1)\cdot J_{\nu }(\alpha )\;\;\;\;\;(4e)}

onde Δν é o operador diferencial de Bessel.

### Transformada de Weber
Se em lugar do núcleo Jν(ut) for usada a função
{\displaystyle w_{\nu }(u,t)\;=\;J_{\nu }(ut)\cdot Y_{\nu }(u)\;-\;J_{\nu }(u)\cdot Y_{\nu }(ut)\;\;\;\;\;(4f)}

onde Yν é a função de Bessel de segunda espécie de ordem ν, a equação
{\displaystyle W_{\nu }(u)\;=\;{\mathcal {W}}_{\nu }\{f(t)\}\;=\;\int _{1}^{\infty }f(t)\cdot t\cdot w_{\nu }(ut)\;dt\;\;\;\;\;(4g)}

define a Transformada de Weber de ordem ν de f(t). A transformação inversa é dada por
{\displaystyle f(t)\;=\;{\mathcal {W}}_{\nu }^{-1}\{W_{\nu }(u)\}\;=\;\int _{0}^{\infty }{\frac {W_{\nu }(u)\cdot u\cdot w_{\nu }(ut)}{J_{\nu }^{2}(u)\;+\;Y_{\nu }^{2}(u)}}\;du\;\;\;\;\;(4h)}

A propriedade notável dessa transformada é a seguinte: se
{\displaystyle f(t)\;=\;g''(t)\;+\;{\frac {1}{t}}\;g'(t)\;-\;\left({\frac {\nu }{t}}\right)^{2}g(t)}
então
{\displaystyle {\mathcal {W}}_{\nu }\{f(t)\}\;=\;-u^{2}\cdot {\mathcal {W}}_{\nu }\{g(t)\}\;-\;{\frac {2}{\pi }}\;g(1)\;\;\;\;\;(4i)}

### Transformada multidimensional de Hankel
Uma fórmula geral para a transformada de Hankel em n dimensões, válida para situações onde exista a devida simetria, é a seguinte:
{\displaystyle {\mathcal {K}}^{n}\{f(t)\}\;=\;{\frac {2\pi }{u^{{\frac {n}{2}}-1}}}\int _{0}^{\infty }f(t)\cdot J_{{\frac {n}{2}}-1}(2\pi ut)\cdot t^{\frac {n}{2}}\;dt\;\;\;\;\;(4j)}

Essa fórmula pode ser usada para calcular a transformada de Hankel para n = 3. Com n = 2, a fórmula fornece a definição conhecida de {\displaystyle {\mathcal {K}}_{0}}. Com n = 1, obtém-se, após as devidas simplificações, a transformada de Fourier unidimensional.

## Tabela de Transformadas de Hankel
Na maioria das vezes, devido ao fato de as funções de Bessel não serem expressas em forma fechada, a avaliação da Transformada de Hankel deve ser feita por métodos numéricos. Em alguns casos, entretanto, ela pode ser escrita como uma fórmula relativamente simples. As tabelas abaixo trazem alguns exemplos.
| {\displaystyle f(t)} | {\displaystyle K_{0}(u)} |
| --- | --- |
| {\displaystyle {\frac {1}{t}}} | {\displaystyle {\frac {1}{u}}} |
| {\displaystyle t^{-2a}} | {\displaystyle {\frac {\pi }{(\pi u)^{2-2a}}}\cdot {\frac {\Gamma (1\;-\;a)}{\Gamma (a)}}}                                                                                      |
| {\displaystyle {\mbox{u}}(b\;-\;t)} | {\displaystyle {\frac {b}{u}}\cdot J_{1}(2\pi bu)} |
| {\displaystyle e^{-bt}} | {\displaystyle 2\pi b\cdot (4\pi ^{2}u^{2}\;+\;b^{2})^{-{\frac {3}{2}}}} |
| {\displaystyle {\frac {e^{-bt}}{t}}} | {\displaystyle {\frac {2\pi }{\sqrt {4\pi ^{2}u^{2}\;+\;b^{2}}}}} |
| {\displaystyle {\frac {1\;-e^{-bt}}{t^{2}}}} | {\displaystyle 2\pi \cdot \ln \left({\frac {a}{2\pi u}}\;+\;{\sqrt {\left[{\frac {a}{2\pi u}}\right]^{2}\;+\;1}}\right)}                                                        |
| {\displaystyle {\frac {\sin(t)}{t}}} | {\displaystyle \left\{{\begin{matrix}{\frac {2\pi }{\sqrt {1\;-\;4\pi ^{2}u^{2}}}}&:&u\;<\;{\frac {1}{2\pi }}\\\\0&:&u\;\geq \;{\frac {1}{2\pi }}\end{matrix}}\right.}          |
| {\displaystyle {\frac {\sin(t)}{t^{2}}}} | {\displaystyle \left\{{\begin{matrix}\pi ^{2}&:&u\;\leq \;{\frac {1}{2\pi }}\\\\2\pi \;\arcsin \left({\frac {1}{2\pi u}}\right)&:&u\;>\;{\frac {1}{2\pi }}\end{matrix}}\right.} |
| {\displaystyle {\frac {\sin(ct)}{t^{2}\;+\;b^{2}}}} | {\displaystyle \pi ^{2}e^{-bc}\cdot I_{0}(2\pi bu)\qquad 0\;<\;u\;<\;{\frac {c}{2\pi }}}                                                                                        |
| {\displaystyle {\frac {\cos(ct)}{t^{2}\;+\;b^{2}}}} | {\displaystyle 2\pi \cdot \cosh(bc)\cdot X_{0}(2\pi bu)\qquad 0\;<\;u\;<\;{\frac {c}{2\pi }}}                                                                                   |
| {\displaystyle {\frac {1}{t^{2}\;+\;b^{2}}}} | {\displaystyle 2\pi \cdot Y_{0}(2\pi bu)} |
| {\displaystyle e^{-b^{2}t^{2}}} | {\displaystyle {\frac {\pi }{b^{2}}}\cdot e^{-{\frac {\pi ^{2}u^{2}}{b^{2}}}}}                                                                                                  |
| {\displaystyle {\frac {1}{t(t\;+\;b)}}} | {\displaystyle \pi ^{2}\cdot \left({\frac {}{}}{\mbox{H}}_{0}(2\pi bu)\;-\;Y_{0}(2\pi bu)\right)}                                                                               |
| {\displaystyle {\frac {1}{t^{2}\;+\;b^{2}}}} | {\displaystyle 2\pi \cdot K_{0}(2\pi bu)} |
| {\displaystyle {\frac {1}{t(t^{2}\;+\;b^{2})}}} | {\displaystyle {\frac {\pi ^{2}}{b}}\cdot \left[{\frac {}{}}I_{0}(2\pi bu)\;-\;{\mbox{L}}_{0}(2\pi bu)\right]}                                                                  |
| {\displaystyle {\frac {1}{\sqrt {t^{2}\;+\;b^{2}}}}} | {\displaystyle {\frac {e^{-2\pi bu}}{u}}} |
| {\displaystyle rect\left({\frac {t}{2b}}\right)} | {\displaystyle {\frac {b}{u}}\cdot J_{1}(2\pi bu)} |
| {\displaystyle \delta (t\;-\;b)} | {\displaystyle 2\pi b\cdot J_{0}(2\pi bu)} |
| onde: - {\displaystyle {\mbox{u}}(x)\,} é a função degrau unitário - {\displaystyle \delta (x)\,} é a função impulso unitário - {\displaystyle rect(x)\,} é a função retangular - {\displaystyle \Gamma (x)\,} é a função gama - {\displaystyle I_{0}(x)\,} é a função de Bessel modificada do primeiro tipo de ordem 0 - {\displaystyle X_{0}(x)\,} é a função de Bessel modificada do segundo tipo de ordem 0 - {\displaystyle {\mbox{H}}_{0}(x)\,} é a função de Struve de ordem 0 - {\displaystyle {\mbox{L}}_{0}(x)\,} é a função de Struve modificada de ordem 0 - {\displaystyle a,b,c\in {\mathcal {R}}\;\|\;{\frac {1}{4}}\;<\;a\;<\;1} | |

| {\displaystyle f(t)} | {\displaystyle K_{\nu }(u)} |
| --- | --- |
| {\displaystyle {\frac {1}{t}}} | {\displaystyle {\frac {1}{u}}} |
| {\displaystyle t^{-a}} | {\displaystyle {\frac {\pi }{(\pi u)^{2-a}}}\cdot {\frac {\Gamma \left({\frac {2\;+\;\nu \;-\;a}{2}}\right)}{\Gamma \left({\frac {\nu \;+\;a}{2}}\right)}}} |
| {\displaystyle t^{\nu }\cdot (b^{2}\;-\;t^{2})^{d}\cdot {\mbox{u}}(b\;-\;t)} | {\displaystyle \pi b^{d+\nu +1}\;(\pi u)^{-(d+1)}\cdot \Gamma (d\;+\;1)\cdot J_{\nu +d+1}(2\pi bu)} |
| {\displaystyle {\frac {\sin(ct)}{t}}} | {\displaystyle \left\{{\begin{matrix}{\frac {2\pi }{\sqrt {4\pi ^{2}u^{2}\;-\;c^{2}}}}\cdot \sin \left(\nu \cdot \arcsin \left({\frac {c}{2\pi u}}\right)\right)&:&u\;>\;{\frac {c}{2\pi }}\\\\{\frac {2\pi }{\sqrt {c^{2}\;-\;4\pi ^{2}u^{2}}}}\cdot \left[{\frac {2\pi u}{c\;+\;{\sqrt {c^{2}\;-\;4\pi ^{2}u^{2}}}}}\right]^{\nu }\cdot \cos \left({\frac {\nu \pi }{2}}\right)&:&u\;<\;{\frac {c}{2\pi }}\end{matrix}}\right.} |
| {\displaystyle {\frac {\sin(ct)}{t^{2}}}} | {\displaystyle \left\{{\begin{matrix}{\frac {2\pi }{\nu }}\cdot \sin \left(\nu \cdot \arcsin \left({\frac {c}{2\pi u}}\right)\right)&:&u\;>\;{\frac {c}{2\pi }}\\\\{\frac {2\pi }{\nu }}\cdot \left[{\frac {2\pi u}{c\;+\;{\sqrt {c^{2}\;-\;4\pi ^{2}u^{2}}}}}\right]^{\nu }\cdot \sin \left({\frac {\nu \pi }{2}}\right)&:&u\;\leq \;{\frac {c}{2\pi }}\end{matrix}}\right.}                                                     |
| {\displaystyle {\frac {e^{-bt}}{t}}} | {\displaystyle {\frac {2\pi }{\sqrt {u^{2}\;+\;4\pi ^{2}a^{2}}}}\cdot \left[{\frac {{\sqrt {4\pi ^{2}u^{2}\;+\;b^{2}}}\;-\;b}{2\pi u}}\right]^{\nu }} |
| {\displaystyle {\frac {e^{-bt}}{t^{2}}}} | {\displaystyle {\frac {2\pi }{\nu }}\cdot \left[{\frac {{\sqrt {4\pi ^{2}u^{2}\;+\;b^{2}}}\;-\;b}{2\pi u}}\right]^{\nu }} |
| onde: - {\displaystyle {\mbox{u}}(x)\,} é a função degrau unitário - {\displaystyle \Gamma (x)\,} é a função gama - {\displaystyle a,b,c,d\in {\mathcal {R}}\;\|\;{\frac {1}{2}}\;<\;a\;<\;\nu +2,\;d\;>-1} | |

## Exemplos de aplicação

### Solução de equação diferencial parcial de Laplace

Disco carregado localizado num plano perpendicular ao eixo Z e com centro na origem.

A transformada de Hankel pode auxiliar na solução da equação de Laplace
{\displaystyle \nabla ^{2}\;V\;=\;0\qquad (5a)}

Suponhamos que as condições de contorno sejam
{\displaystyle V(r,\theta ,0)\;=\;V_{0}\qquad |\;0\;\leq \;r\;\leq \;1\qquad \land \qquad {\frac {\partial }{\partial z}}V(r,\theta ,0)\;=\;0\qquad |\;r\;>1\qquad \qquad (5b)}

onde, devido à simetria, foram escolhidas coordenadas cilíndricas para a formulação. As equações (5a) e (5b) descrevem, por exemplo, o potencial elétrico V em um ponto qualquer (r,θ,z) do espaço tridimensional, causado por um disco eletrificado de raio unitário localizado no plano perpendicuar ao eixo Z e com centro na origem. O potencial do disco é igual a V0.
Para simplificar, novamente devido à simetria do problema, a coordenada polar θ pode ser omitida. A partir da equação do Laplaciano em coordenadas cilíndricas, (5a) se torna então
{\displaystyle \nabla ^{2}\;V(r,z)\;=\;{\frac {\partial ^{2}}{\partial r^{2}}}V(r,z)\;+\;{\frac {1}{r}}\;{\frac {\partial }{\partial r}}V(r,z)\;+\;{\frac {\partial ^{2}}{\partial z^{2}}}V(r,z)\;=\;0\qquad (5c)}

Aplicando a transformada de Hankel de ordem 0 a (5c), com relação à variável r, obtém-se
{\displaystyle -u^{2}K_{0}(u,z)\;+\;{\frac {\partial ^{2}}{\partial z^{2}}}K_{0}(u,z)\;=\;0\qquad (5d)}

onde K0(u,z) é a transformada de Hankel de ordem 0 de V(r,z). A solução óbvia de (5d) é
{\displaystyle K_{0}(u,z)\;=\;\phi _{1}(u)\cdot e^{-uz}\;+\;\phi _{2}(u)\cdot e^{uz}\qquad (5e)}

A "condição de contorno" implícita
{\displaystyle \lim _{z\to \infty }V(r,z)\;=\;0}

implica φ2 idênticamente nula. Assim, ao aplicar-se a transformada inversa a (5e), obtém-se
{\displaystyle V(r,z)\;=\;2\pi \int _{0}^{\infty }u\cdot \phi _{1}(u)\cdot e^{-uz}\cdot J_{0}(ur)\;du\qquad (5f)}

Aplicando (5f) às condições (5b), teremos
{\displaystyle V(r,0)\;=\;V_{0}\;=\;2\pi \int _{0}^{\infty }u\cdot \phi _{1}(u)\cdot J_{0}(ur)\;du\qquad |\;0\;\leq \;r\;\leq \;1\qquad (5g)}
{\displaystyle {\frac {\partial }{\partial z}}V(r,0)\;=\;0\;=\;2\pi \int _{0}^{\infty }-u^{2}\cdot \phi _{1}(u)\cdot J_{0}(ur)\;du\qquad |\;r\;>1\qquad (5h)}

As expressões (5g) e (5h) formam um sistema de equações integrais de Fredholm do primeiro tipo. É conhecida a solução para o caso geral
{\displaystyle \left.{\begin{matrix}x^{\beta }\;=\;\int _{0}^{\infty }t^{2\alpha }f(t)\cdot J_{\nu }(xt)\;dt&|\;0\;\leq \;x\;\leq \;1\\\\0\;=\;\int _{0}^{\infty }f(t)\cdot J_{\nu }(xt)\;dt&|\;x\;>\;1\\\\-1\;<\;\alpha \;<\;0&\end{matrix}}\right\}\implies f(x)\;=\;{\frac {2^{-\alpha }x^{1-\alpha }}{\Gamma (\alpha \;+\;1)}}\int _{0}^{1}s^{-(\nu +\alpha )}\cdot J_{\nu +\alpha }(xs)\cdot \left[{\frac {d}{ds}}\int _{0}^{s}t^{\beta +\nu +1}\cdot (s^{2}\;-\;t^{2})^{\alpha }\;dt\right]ds}

que coincide com (5g) e (5h) se fizermos {\displaystyle \phi _{1}(u)\;=\;{\frac {V_{0}}{2\pi }}\;u^{-2}\cdot f(u),\;\beta \;=\;0,\;\alpha \;=\;-{\frac {1}{2}},\;\nu \;=\;0}. Assim,
{\displaystyle f(x)\;=\;{\frac {2^{\frac {1}{2}}x^{\frac {3}{2}}}{\Gamma ({\frac {1}{2}})}}\int _{0}^{1}s^{\frac {1}{2}}\cdot J_{-{\frac {1}{2}}}(xs)\cdot \left[{\frac {d}{ds}}\int _{0}^{s}t\cdot (s^{2}\;-\;t^{2})^{-{\frac {1}{2}}}\;dt\right]ds\;=\;{\frac {2^{\frac {1}{2}}x^{\frac {3}{2}}}{\pi ^{\frac {1}{2}}}}\int _{0}^{1}s^{\frac {1}{2}}\cdot J_{-{\frac {1}{2}}}(xs)\cdot {\frac {d}{ds}}\left[\left.(s^{2}\;-\;t^{2})^{\frac {1}{2}}\right|_{0}^{s}\;\right]ds}
{\displaystyle f(x)\;=\;{\sqrt {\frac {2x^{3}}{\pi }}}\int _{0}^{1}s^{\frac {1}{2}}\cdot J_{-{\frac {1}{2}}}(xs)\cdot {\frac {d}{ds}}\left[-s\right]ds\;=\;-{\sqrt {\frac {2x^{3}}{\pi }}}\int _{0}^{1}s^{\frac {1}{2}}\cdot J_{-{\frac {1}{2}}}(xs)\;ds\qquad (5i)}

Mas
{\displaystyle \int _{0}^{1}x^{\nu +1}\cdot J_{\nu }(ax)\;dx\;=\;{\frac {1}{a}}\cdot J_{\nu +1}(a)\qquad |\;\Re \{\nu \}\;>\;-1}

Fazendo ν = -½ na expressão acima e aplicando em (5i), temos
{\displaystyle \phi (u)\;=\;{\frac {V_{0}}{2\pi u^{2}}}{\sqrt {\frac {2u^{3}}{\pi }}}\cdot {\frac {1}{u}}\cdot J_{\frac {1}{2}}(u)\;=\;{\frac {V_{0}}{\sqrt {2\pi ^{3}u^{3}}}}\cdot J_{\frac {1}{2}}(u)}

Lançando mão da identidade
{\displaystyle J_{\frac {1}{2}}(x)\;=\;{\sqrt {\frac {2}{\pi x}}}\cdot \sin(x)}

temos
{\displaystyle \phi (u)\;=\;{\frac {V_{0}}{\pi ^{2}u^{2}}}\cdot \sin(u)}

E a resposta do problema é
{\displaystyle V(r,z)\;=\;{\frac {2V_{0}}{\pi }}\int _{0}^{\infty }u^{-1}\cdot \sin(u)\cdot e^{-uz}\cdot J_{0}(ur)\;du\qquad (5j)}

A expressão (5j) deve ser integrada numericamente para se obter o valor do potencial para cada ponto do espaço.